# Calle de Jacometrezo
La calle de Jacometrezo es una vía pública de la ciudad española de Madrid, que une la plaza del Callao con la plaza de Santo Domingo. Lleva el nombre del escultor, tallista y orfebre italiano Jacome da Trezzo, que trabajó para Carlos V y Felipe II.

## Historia
En el plano de Teixeira de 1656 aparece rotulada como «Postigo de San Martín», y con el actual en el plano de Espinosa (1769). En su origen fue una castiza vía entre la calle de la Montera y la de Tudescos, recorrido que tras la construcción de la Gran Vía quedó reducido a su último tramo. En el trazado desaparecido, a la altura de la actual Casa Matesanz), tuvo su casa –al parecer obra de Juan de Herrera– el propio Jacome da Trezzo por el que luego se renombraría así la calle.

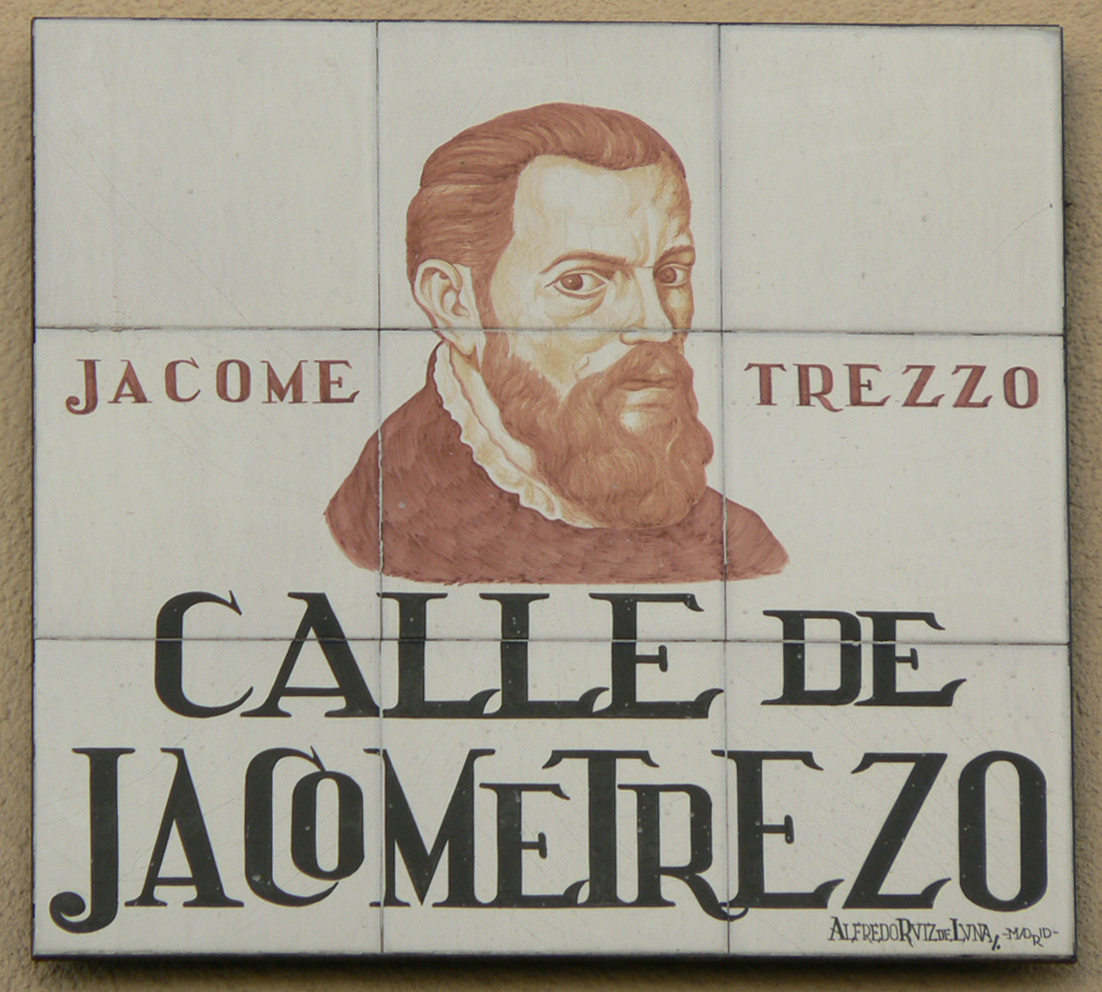
Placa cerámica de la calle, obra de Alfredo Ruiz de Luna.

Originalmente escrita como calle de Jacome Trezzo, a partir de mediados del siglo xix, se tituló uniendo nombre y apellido. Ramón de Mesonero Romanos, en El antiguo Madrid. Paseos histórico-anecdóticos por las calles y casas de esta villa (1861), presentaba esta calle como «una de las más pasageras, estrechas y peor cortadas de Madrid». Por su parte, Corpus Barga, que vivió su infancia en la vecina calle de Trujillos, recordaba la de Jacometrezo al filo del inicio del siglo xx confundida por muchos madrileños con la aneja del Caballero de Gracia, por estar ambas calles dedicadas a súbditos italianos renacentistas. Para Barga, agudo memorialista, no cabía confusión, la de Jacobo de Grattis era vía de señoritas que se educaban «a la francesa» en el convento del Sagrado Corazón y señoras que visitaban el Oratorio del «pecador arrepentido», en tanto que la del artista Jacome era la «típica calle de un barrio madrileño con lechería de establo, tienda de comestibles secos y viejos, cacharrería, un encuadernador o dorador u otro artesano por el estilo y algún caserón con honores de palacio». Un cuarto de siglo después, el cronista Pedro de Répide la describía como calle «de sórdido aspecto..., con sus librerías de viejo, sus tiendas de objetos de desecho, algún que otro establecimiento misterioso y sus casas con toda suerte de pupilaje». La prensa de la época incluye esquelas publicitarias de establecimientos como los Almacenes Sainz de vinos Velilla, en el número 45; la primera factoría de cervezas de la marca Mahou, en el número 17; la Taberna del Águila, al inicio de la calle; la Fonda de Genieys, que antes había estado en la calle de la Reina; y en el número 10 de esta calle, también se encontraba el primer horno de pastelería de Garín, que luego se convertiría en la empresa de repostería La Mallorquina en la Puerta del Sol desde 1894. En el 58 de la calle residió el aristócrata, ingeniero e introductor de la Teosofía en España, Francisco Montoliu Togores.